# Kirsty Bell (Kunsthistorikerin)
Kirsty Bell (geboren 1971) ist eine britisch-amerikanische Kunsthistorikerin und Autorin. Seit 2001 lebt und arbeitet Bell in Berlin.
Artikel von Bell erschienen unter anderem in Art in America und Tate etc. sowie in mehr als 70 Ausstellungskatalogen von Institutionen wie dem Whitney Museum of American Art und dem Amsterdamer Stedelijk Museum. 2013 veröffentlichte sie den Interview- und Reportageband The Artist's House: from Workplace to Artwork für den sie einen Warhol Foundation Grant erhielt.
2022 erschien The Undercurrents: A Story of Berlin. Der Titel der deutschen Übersetzung ist Gezeiten der Stadt: Eine Geschichte Berlins. Vor dem autobiografischen Hintergrund ihrer Trennung und wiederholter Wasserschäden in ihrer Wohnung am Landwehrkanal erkundet Bell darin ihre Wahlheimat Berlin. Die Beschreibung Berliner Wasserstraßen und der von James Hobrecht entworfenen Stadtentwässerung entwickelt sich dabei zur Metapher für die deutsche Vergangenheitsbewältigung.